# Ліза Дейлі
Лі́за Де́йлі (англ. Lisa Daily) — американська письменниця, телекореспондент та колумніст; експерт із романтичних стосунків та побачень. Вона є авторкою кількох популярних книг про стосунки, зокрема «Stop Getting Dumped!» («Годі ставати покинутою!»), «Fifteen Minutes of Shame» («П'ятнадцять хвилин сорому») та «How to Date Like a Grown-up» («Як зустрічатися як доросла»).
Ліза Дейлі є редактором та експертом із романтичних стосунків програми Daytime, що в США синдикується на національну телемережу MyFamily TV (з 2011 року) та станції афілійовані з мережею RTV.
Лізу Дейлі цитували у таких виданнях як Men's Health, Glamour, Advertising Age,  Woman's World, New York Times,, The Globe and Mail та багато ін. У 2009-2010 роках вона також публікувалася у виданні The Huffington Post.
Як експерт з побачень Ліза Дейлі також з'явилася у документальній короткометражці на DVD-релізі фільму «Метод Хітча» (2005).
Її книга «Fifteen Minutes of Shame» отримала відзнаку RT Reviewers' Choice Best Book Award як найкраща книга 2008 року у номінації «роман жанру чік-літ». Права на виробництво фільму за мотивами книги викупив сценарист Стефен Саско.
Книгу авторки «Beauty» («Краса») перекладено німецькою, шведською, норвезькою та фінською  мовами.

## Книги
Ліза Дейлі є авторкою таких книг:
- Daily, Lisa. Stop Getting Dumped!. Penguin Group US, 2002. ISBN 978-1101128015
- Daily, Lisa. Fifteen Minutes of Shame. New York: Plume, 2008. ISBN 978-1101213605
- Daily, Lisa. How to Date Like a Grown-up: Everything You Need to Know to Get Out There, Get Lucky, or Even Get Married in Your 40s, 50s, and Beyond. Naperville, Ill.: Sourcebooks Casablanca, 2009. ISBN 978-1402249716
- Daily, Lisa. Is He Cheating? Siesta Key House, 2012.
- Daily, Lisa. Is She Cheating? Siesta Key House, 2012.
- Daily, Lisa. Beauty. New York: Razorbill, 2012. ISBN 978-1595143808

Ліза Дейлі також співавтор збірки: 
- Henry Oehmig (editor). Southern Fried Farce: A Buffet of Down-Home Humor from the Best of Southern Writers. Jefferson Press, 2007. ISBN 978-0977808687